# Мель (Венеция)
Мель (итал. Mel) — город и коммуна в Италии, располагается в провинции Беллуно области Венето.
Население составляет 6216 человек (2008 г.), плотность населения составляет 73 чел./км². Занимает площадь 86 км². Почтовый индекс — 32026. Телефонный код — 0437.
В коммуне 25 марта особо празднуется Благовещение Девы Марии.

## Администрация коммуны
- Официальный сайт: http://www.comune.mel.bl.it/